# Andechs
Andechs é um município da Alemanha, no distrito de Starnberg, na região administrativa da Alta Baviera, estado de Baviera.